# Кривавець (геральдика)

Кривавець

Кривавець — барвник або нестандартна тинктура в геральдиці з криваво-червоного кольору.

## Історія
Раніше його іноді вважали еквівалентом багрянцю, але зараз вони вважаються двома окремими кольорами. Кривавець — темно-червоний колір, колір артеріальної крові. Відтінок червоного кольору використовується для відображення кривавого кольору в гербовниках повинен бути темнішим ніж відтінок, що вживається для популярної червіні, як відтінок пурпуру використовується для багрянцю повинен бути темнішим, ніж використовувана для пурпурового кольору. Він також повинен наближатися до червоного, уникаючи переходу в коричневий (щоб не створювати плутанини з засмаглим).
У німецькій геральдиці існує подібна емаль під назвою Blut («кров») або Blutrot («кров’яно-червона»).
У сучасній англійський геральдиці показується пересіченими горизонтальними лініями, як блакить, і діагональними лініями справа, як зелень.
Круги кривавого кольору називаються гузами, від турецького göz, що означає око.

Геральдичне штрихування кривавця
Герб Латвії, на якому лев, чвертьполе, щитотримач та стрічка кривавого кольору
Герб Клейхіллза з використанням кривавцю
Герб центральної матеріально-технічної бази сербської армії

Латвія — єдина держава в християнському світі, яка використовує кривавець. Різниця в відтінку між червоним його прапором і звичайним червоним, що використовується в інших прапорах, може слугувати еталоном для кольору кривавець.